# Роберт Ствртлік
Роберт Ян Ствртлік, або Боб Ствртлік (англ. Robert Jan "Bob" Ctvrtlik; нар. 8 липня 1963, Лонг-Біч) — американський волейболіст. Чемпіон літніх Олімпійських ігор 1988, чемпіон світу 1986 року, член Міжнародної волейбольної зали слави.

## Життєпис
Народжений 8 липня 1963 року в м. Лонг-Біч.
Навчався в Міському коледжі Лонг-Бічу, Вищій класичній школі імені Вудро Вілсона в Лонг-Бічі, потім, у навчальному році 1983—1984 — у Університеті Пеппердайна.

### Досягнення
- Чемпіон літніх Олімпійських ігор 1988,
- чемпіон світу 1986.

### Сім'я
Дружина — Косетт (Cosette), проживають на острові Бальбоа в Ньюпорт-Біч, Каліфорнія. Мають троє дітей (Джозеф, Ерік і Метью).

## Цікаво, що
Знамениті американські волейболісти Карч Кірай, Крейґ Бак, Дуґлас Дворак, Роберт Ствртлік розповідали, що підйом американського волейболу починався з того, що вони уважно переглядали фільм «Техніка виконання волейбольних прийомів Івана Бугаєнкова».